# Дорошівка (Конотопський район)
Дорошівка — село в Україні, у Новослобідській сільській громаді Конотопського району Сумської області. Населення становить 8 осіб. До 2020 орган місцевого самоврядування — Бояро-Лежачівська сільська рада.

## Географія
Село Дорошівка знаходиться за 3 км від правого берега річки Сейм. На відстані 1 км розташоване село Рівне. Навколо села багато іригаційних каналів. Поруч із селом проходить кордон з Росією.

## Археологічні розвідки
Поблизу Дорошівки виявлені залишки поселень: часів неоліту (IV—III тис. до н. е.), бронзи (II тис. до н. е.), скіфських часів (VII—III ст. до н. е.), слов'янський курганний могильник (VIII—X ст.) сіверське і староруське городище (IX—XIII ст.).

## Історія
За даними на 1862 рік у власницькому селі Путивльського повіту Курської губернії мешкало 136 осіб (68 чоловіків та 68 жінок), налічувалось 14 дворових господарств.
У роки гітлерівської окупації село було спалене.
12 червня 2020 року, відповідно до розпорядження Кабінету Міністрів України № 723-р «Про визначення адміністративних центрів та затвердження територій територіальних громад Сумської області», село увійшло до складу Новослобідської сільської громади.
19 липня 2020 року, в результаті адміністративно-територіальної реформи та ліквідації Путивльського району, увійшло до складу новоутвореного Конотопського району.

## Населення
Згідно з переписом УРСР 1989 року чисельність наявного населення села становила 37 осіб, з яких 15 чоловіків та 22 жінки.
За переписом населення України 2001 року в селі мешкало 8 осіб. 100 % населення вказало своєю рідною мовою українську мову.